# Rodrigo Rojas
Juan Rodrigo Rojas Ovelar (Fernando de la Mora, 9 aprile 1988) è un calciatore paraguaiano, centrocampista dello Sp. Luqueño e della Nazionale paraguaiana.

## Carriera

### Club
Durante la sua carriera ha giocato con Olimpia e River Plate. Dal 2012 gioca in Cile nell'O'Higgins.

### Nazionale
Il 4 novembre 2009 debutta con la maglia della Nazionale paraguaiana in un'amichevole non ufficiale contro il Cile.
Viene convocato per la Copa América Centenario del 2016.